# تشارلز تشيلتون (عالم حيوانات)
تشارلز تشيلتون (بالإنجليزية: Charles Chilton)‏ هو مصور وعالم نبات نيوزيلندي، ولد في 27 سبتمبر 1860، وتوفي في 25 أكتوبر 1929 في كرايستشرش في نيوزيلندا.